# Consistório Ordinário Público de 1916
Com a Europa em guerra em dezembro de 1916, Bento nomeou dez cardeais, sete italianos e três franceses. Todos os cardeais que compareceram vieram de uma aliança de guerra, nenhum de seus inimigos, Alemanha e Áustria-Hungria. O cardeal austríaco Andreas Frühwirth , que foi feito cardeal no consistório anterior, recebeu seu chapéu vermelho de Pius alguns dias antes. Em deferência às condições de guerra, Bento XVI criou Adolph Bertram como um cardeal in pectore , isto é, sem que seu nome fosse anunciado. A pátria polonesa de Bertram estava lutando ao lado da Alemanha e da Áustria-Hungria contra a Itália e seus aliados .

## Cardeais Eleitores
| Nº                  | País               | Nome                         | Idade              | Cargo                                                   | Título ou Diaconia                                        |
| Cardeais eleitores  | Cardeais eleitores | Cardeais eleitores           | Cardeais eleitores | Cardeais eleitores                                      | Cardeais eleitores                                        |
| ------------------- | ------------------ | ---------------------------- | ------------------ | ------------------------------------------------------- | --------------------------------------------------------- |
| 1                   | Itália             | Pietro La Fontaine           | 56                 | Patriarca de Veneza                                     | Cardeal-Presbítero de Santos Nereu e Aquileu              |
| 2                   | Itália             | Vittorio Ranuzzi de 'Bianchi | 59                 | Prefeitura da Casa Pontifícia                           | Cardeal-Presbítero de Santa Priscila                      |
| 3                   | Itália             | Donato Sbarretti             | 60                 | conselheiro da Congregação do Santo Ofício              | Cardeal-Presbítero de São Silvestre em Capite             |
| 4                   | França             | Auguste-René-Marie Dubourg   | 74                 | Arcebispo da Rennes                                     | Cardeal-Presbítero de Santa Balbina                       |
| 5                   | França             | Louis-Ernest Dubois          | 60                 | Arcebispo de Rouen                                      | Cardeal-Presbítero de Santa Maria em Aquiro               |
| 6                   | Itália             | Tommaso Pio Boggiani, O.P.   | 53                 | conselheira da Congregação Consistorial                 | Cardeal-Presbítero de Santos Ciríaco e Julita             |
| 7                   | Itália             | Alessio Ascalesi, C.PP.S.    | 44                 | Arcebispo de Benevento                                  | Cardeal-Presbítero de São Calisto                         |
| 8                   | França             | Louis-Joseph Maurin          | 57                 | Arcebispo de Lyon                                       | Cardeal-Presbítero de Santíssima Trindade no Monte Pincio |
| 9                   | Itália             | Niccolò Marini               | 73                 | secretário do Supremo Tribunal da Assinatura Apostólica | Cardeal-Diácono de Santa Maria em Domnica                 |
| 10                  | Itália             | Oreste Giorgi                | 60                 | secretário da Congregação do Conselho                   | Cardeal-Diácono de Santa Maria em Cosmedin                |
| Cardeais In Pectore |                    |                              |                    |                                                         |                                                           |
| 11                  | Alemanha           | Adolf Bertram                | 57                 | Arcebispo da Breslau                                    | revelado no Consistório Ordinário Público de 1919         |

## Link Externo
- «Catholic Hierarchy» (em inglês)